# 登祿普輪胎
登祿普輪胎為英國一家輪胎製造商，現有75%股權屬於美國固特異輪胎、25%股權屬於日本住友橡膠。他們有權使用登祿普的品牌，用以製造銷售汽車或其他機動車輛之輪胎。

## 沿革
1985年時擁有登祿普橡膠公司的英國BTR公司，將登祿普品牌的使用權與輪胎製造銷售權出售給日本住友橡膠公司，不過住友橡膠並未購入任何登祿普分公司。1997年住友橡膠獲准將登祿普的名稱使用於公司組織上，遂將他們的英國分公司更名成登祿普公司（Dunlop Tyres Ltd.）。
1999年2月4日住友橡膠宣布與美國固特異輪胎公司進行全球策略聯盟，所有前者在日本製造的輪胎仍冠上登祿普品牌，而後者則買進前者位於歐洲和北美洲輪胎事業的75%股權。雖然2006年固特異登祿普公司關閉了美國華盛頓工廠，也停止英國的汽車與卡車輪胎生產線，但在世界其他分工廠的產能卻相對增加。
最起初的登祿普工廠（暱稱為「登祿普堡」）始建於1891年，位於伯明翰東北方八公里的爾丁頓。該工廠除了持續製造老爺車胎、機車與汽車競速用胎外，每年也生產大約30萬條賽車用胎。

## 相關連結
- 固特異
- 住友橡膠

## 外部連結
- （英文）Dunlop Tires（页面存档备份，存于）
- （英文）Dunlop Motorcycle Tires（页面存档备份，存于）
- DUNLOP 登祿普輪胎 （页面存档备份，存于）
- 太亞(香港)有限公司 （页面存档备份，存于）